# 일본건축학회
일반사단법인일본건축학회(一般社団法人日本建築学会)는 건축에 관련된 학술·기술·예술의 진보발달을 도모한다는 목적으로 1886년 설립된 일본의 학회이다. 일본학술회의협력학술연구단체. 줄여서 '건축학회'로도 불린다.
회원수는 3만 5천여명. 회원의 소속은 연구교육기관, 종합건설업, 설계사무소를 비롯하여 관공청, 공사공단, 건축재료·기기 메이커, 컨설턴트, 학생 등. 조사연구의 진흥, 정보의 발신과 수집, 교육과 건축문화의 진흥, 업적의 표창, 국제교류, 제언·요망 등의 사업을 폭넓게 실시하고 있다.
건축학의 전문분야별로 16개의 상치조사연구위원회를 설치하고 더욱이 그 밑에 약 560개의 소위원회, 워킹 그룹을 마련하여 총 7,000명의 회원이 연간 약 2,300회의 회합을 열고 전문적인 조사연구활동을 행하고 있다. 또한 홋카이도, 도호쿠, 간토, 도카이, 호쿠리쿠, 긴키, 주고쿠, 시코쿠, 규슈 이렇게 9개 지부가 있다. 조사 연구위원회의 활동성과는 학회의 규준, 시방서, 지침, 보고서 등으로 출판되고 있으며, 강습회, 심포지엄을 통하여 회원을 비롯해 폭넓은 건축관계자에 보급을 꾀하고 있다.